# 趙懿妃 (明世宗)
趙懿妃（?—1569年），名失考。衛輝府汲縣人。錦衣衛指揮僉事趙汝誠之女，明朝明世宗朱厚熜之妃，生皇六子戚懷王朱載，疑似為皇八子均思王朱載之生母。

## 生平
趙氏的入宮時間與年齡均無考。嘉靖十五年九月初四日，趙汝誠之女趙氏詔封為榮嬪，九月初九日，正式冊封為榮嬪。嘉靖十六年（1537年）八月二十八日，趙氏生皇六子朱載（次年夭折，追封為戚懷王）。嘉靖十八年閏七月初十日，皇八子均思王朱載出生（嘉靖十九年三月初十日夭折），生母為「趙榮嬪」（亦作「趙榮妃」），疑似即為趙懿妃。
嘉靖十九年正月初六日，嘉靖帝傷嘆閻貴妃之薨，下詔表示本月十日告廟冊封「諸妃嬪曾出皇子及皇女者」，正月初十日，晉封榮嬪趙氏為懿妃。同日，封懿妃之父趙汝誠為指揮僉事。
隆慶三年九月初九日，趙懿妃薨逝，隆慶帝命「治喪禮儀殺宜妃包氏三之二」。根據《太常續考》的記載，温靖懿妃趙氏與宋麗嬪、杜莊妃、任和嬪、王康妃、高常嬪、王常嬪共一墓葬金山 （西山紅石口）。

## 家族
趙懿妃之父趙汝誠為貢生出身，在嘉靖十九年正月初六日封為錦衣衛指揮僉事。嘉靖二十八年七月二十四日，賜錦衣衛指揮趙汝誠父母祭葬。嘉靖三十一年十二月二十九日，懿妃之父趙汝誠上奏請求給予其修繕房屋的款項，工部認為他作為千戶曾蒙受皇恩獲得過房屋修繕費用，按慣例不應重復撥付，嘉靖帝認同這決定，並且下令將此作為固定條例執行。嘉靖三十三年六月十四日，賜故錦衣衞指揮僉事趙汝誠祭葬如例。